# Cedillo del Condado
Cedillo del Condado ist ein Ort und eine zentralspanische Gemeinde (municipio) mit 4.337 Einwohnern (Stand: 2024) in der Provinz Toledo im Norden der Autonomen Gemeinschaft Kastilien-La Mancha. Neben dem Hauptort Cedillo del Condado besteht die Gemeinde aus den Ortschaften Las Charcas, Las Fuentecillas und Tocecanto.

## Lage und Klima
Cedillo del Condado liegt etwa 45 km (Fahrtstrecke) südsüdwestlich von Madrid und etwa 32 km nordnordöstlich von Toledo in der historischen Provinz La Mancha in einer Höhe von ca. 645 m. 
Das Klima im Winter ist rau, im Sommer dagegen trocken und warm; der spärliche Regen (ca. 447 mm/Jahr) fällt überwiegend in den Wintermonaten.

## Bevölkerungsentwicklung
| Jahr      | 1970 | 1981 | 1991 | 2001 | 2011 | 2021 |
| Einwohner | 1014 | 947  | 987  | 1568 | 3204 | 4025 |

Trotz der zunehmenden Mechanisierung der Landwirtschaft und der Aufgabe bäuerlicher Kleinbetriebe ist die Bevölkerung – hauptsächlich durch Zuwanderung – seit den 2000er Jahren deutlich angestiegen.

## Sehenswürdigkeiten
- Kirche Mariä Geburt (Iglesia de Nuestra Senora de la Natividad)

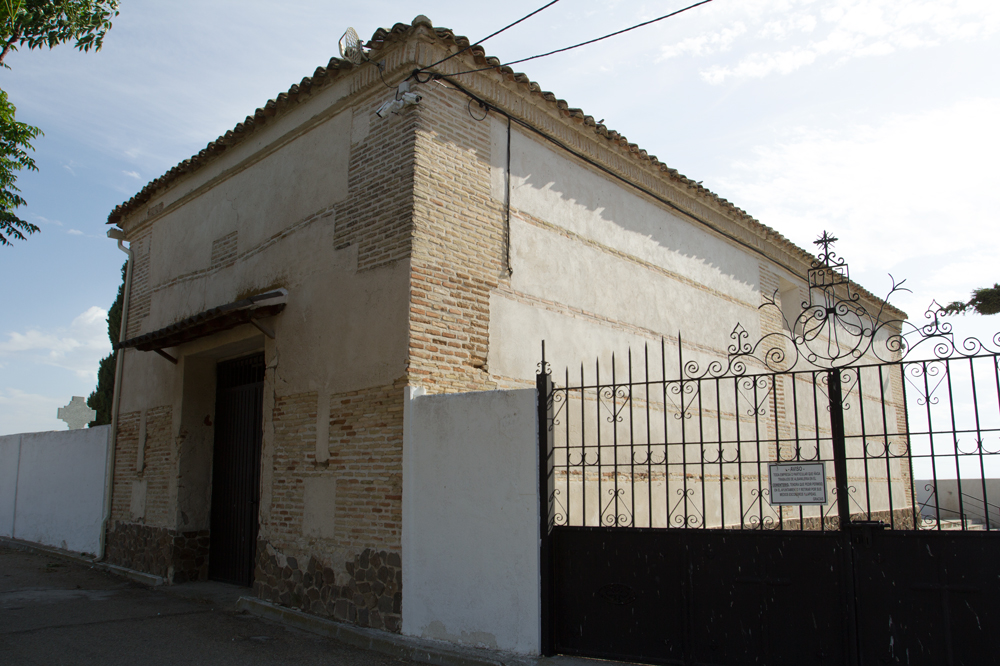
Jakobuskapelle
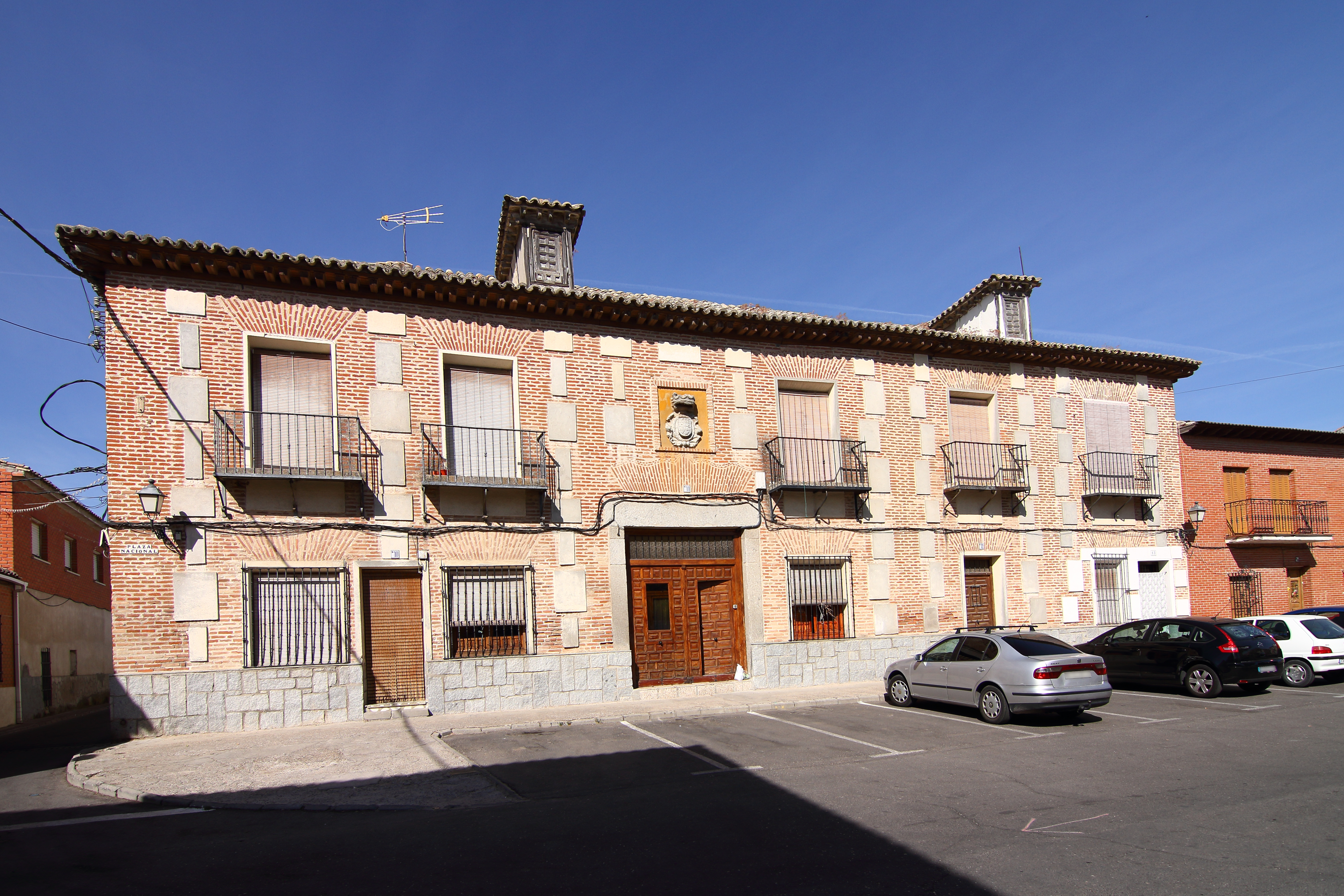
Herrenhaus der Grafen von Cedillo
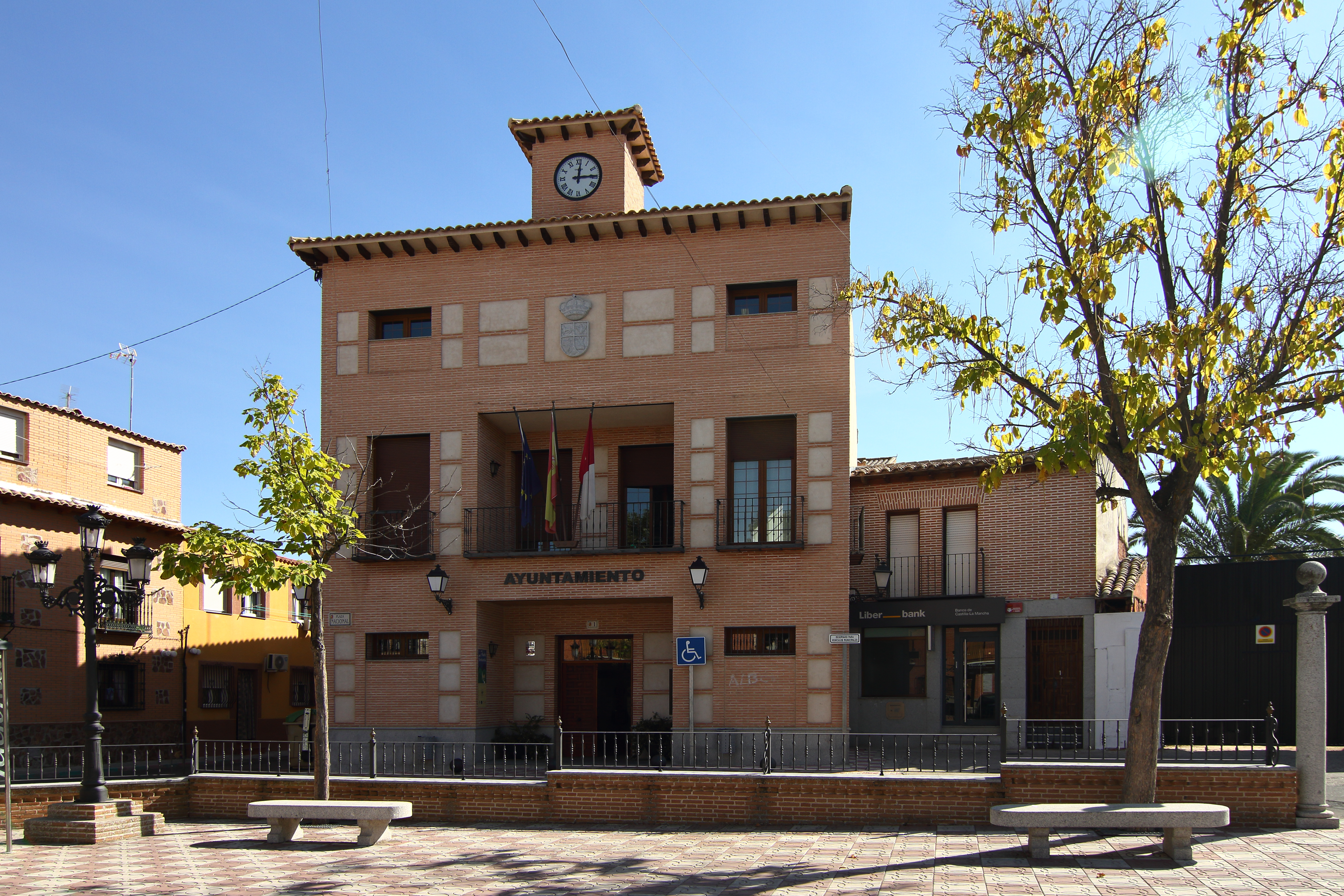
Rathaus

- Jakobuskapelle
- Herrenhaus der Grafen von Cedillo
- Rathaus